# Camponotus lameerei
Camponotus lameerei é uma espécie de inseto do gênero Camponotus, pertencente à família Formicidae.